# 糙頭沼海鯰
糙頭沼海鯰為輻鰭魚綱鯰形目海鯰科的其中一種，分布於南美洲Paria灣至亞馬遜河河口半鹹水水域、海域，體長可達97公分，棲息在水質混濁的底層水域，屬肉食性，以甲殼類為食，雄魚會以口孵卵，可做為食用魚。

## 擴展閱讀
維基物種上的相關：糙頭沼海鯰